# Parafia św. Andrzeja Apostoła w Porąbce Uszewskiej
Parafia św. Andrzeja Apostoła w Porąbce Uszewskiej – parafia rzymskokatolicka, znajdująca się w diecezji tarnowskiej, w dekanacie Porąbka Uszewska. 
Pierwszy kościół w Porąbce był drewniany. Przy nim, na zboczu wzgórza Godów, dzięki staraniom ks. Jana Pałki, wybudowano Grotę Matki Bożej z Lourdes. Jako materiał budowlany wykorzystano nieciosany kamień z okolicznych  kamieniołomów. 8 grudnia 1904 r. grota została poświęcona. 
Kościół parafialny pw. św. Andrzeja Apostoła wybudowano w latach 1910–1918. Został zaprojektowany przez architekta Jana Sas-Zubrzyckiego. 